# Aleksandr Grigor'evič Archangel'skij
Aleksandr Grigor'evič Archangel'skij (Ejsk, 16 novembre 1889 – Mosca, 12 ottobre 1938) è stato un poeta russo.
Divenne celebre come imitatore degli scrittori a lui contemporanei. Fu redattore delle riviste satiriche Il coccodrillo e L'ippopotamo.